# Município de Bratton (condado de Adams, Ohio)
Localização do Ohio nos E.U.A.
O município de Bratton (em inglês: Bratton Township) é um município localizado no condado de Adams no estado estadounidense de Ohio. No ano 2010 tinha uma população de 1461 habitantes e uma densidade populacional de 17,55 pessoas por km².

## Geografia
O município de Bratton encontra-se localizado nas coordenadas 39° 00′ 29″ N, 83° 26′ 18″ O. Segundo a Departamento do Censo dos Estados Unidos, o município tem uma superfície total de 83.23 km², da qual 83,18 km² correspondem a terra firme e (0,06 %) 0,05 km² é água.

## Demografia
Segundo o censo de 2010, tinha 1461 pessoas residindo no município de Bratton. A densidade de população era de 17,55 hab./km².